# کوه طاووس

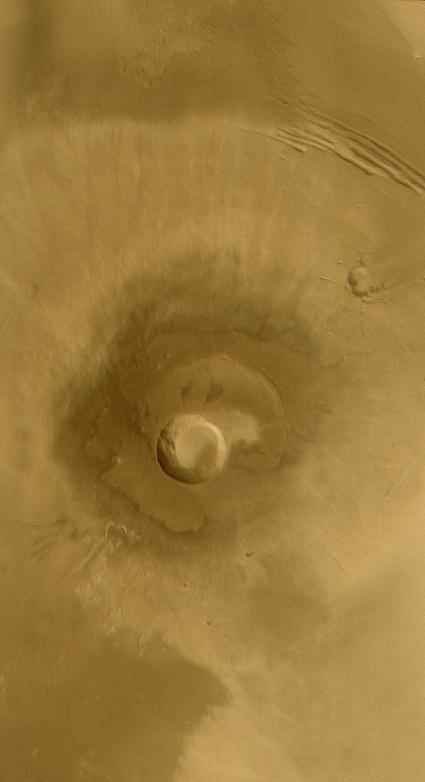
کوه طاووس.

کوه طاووس (Pavonis Mons) یک آتشفشان سپری بزرگ واقع در منطقه تارسیس در سیاره مریخ است.
این کوه عضو وسطی زنجیره‌ای از سه کوه آتشفشانی است که جمیعاً با عنوان کوهستان تارسیس شناخته می‌شوند. این کوهستان خط استوای مریخ را رد کرده و بین طول جغرافیایی °۲۳۵ شرقی و °۲۵۹ شرقی واقع شده‌است.
کوه طاووس نخست توسط سفینه فضایی مارینر ۹ در سال ۱۹۷۱ کشف شد و در ابتدا به آن نام «نقطه میانه» داده‌بودند. نام کوه طاووس در سال ۱۹۷۳ به طور رسمی به آن داده شد.

## ویژگی‌ها
کوه طاووس آتشفشان سپری پهنی مانند آتشفشان در هاوایی است. این کوه ۱۴ کیلومتر بالاتر از سطح متوسط مریخ افراشته شده و فشار اتمسفر ی در بالای آن به حدود ۱۳۰ پاسکال (۱٫۳ میلی‌بار) می‌رسد. بلندترین قله روی زمین، کوه اورست، تنها ۸٬۸۵ کیلومتر بالاتر از سطح دریا قرار دارد. قطر دهانه مرکزی کوه طاووس حدود ۴۵ کیلومتر و عمق آن حدود ۴٫۵ کیلومتر است. در پهلو شرقی آن زنجیره‌ای از فرونشست‌های بیضی‌شکل در خندق‌هایی کم‌عمق دیده می‌شود. این عوارض توسط فروپاشی پس از ایجاد گسل تشکیل شده‌اند.

## نگارخانه

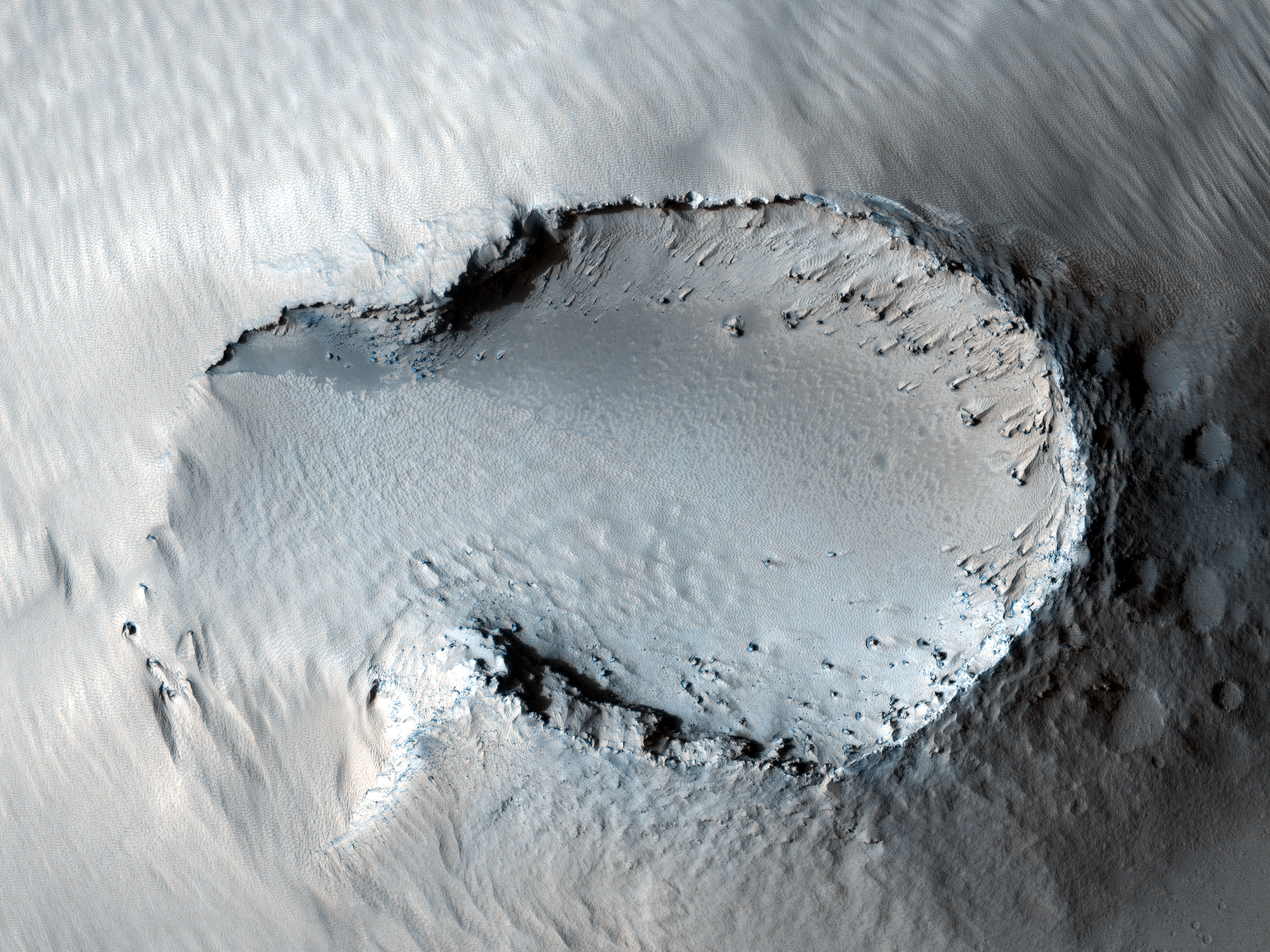
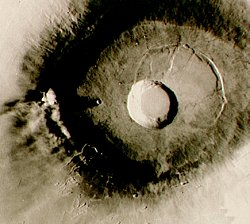